# Centro Europeo para la Prevención y Control de Enfermedades
El Centro Europeo para la Prevención y Control de Enfermedades (ECDC, por sus siglas en inglés), es una agencia de la Comisión Europea cuya misión es gestionar y coordinar la defensa de la Unión Europea contra las enfermedades infecciosas en colaboración estrecha con las autoridades estatales. Está adscrita a la Dirección General de Salud y Seguridad Alimentaria de la Comisión. El Centro fue creado en 2005 basándose en el CDC estadounidense. Su sede central se encuentra en Estocolmo, Suecia.
La red del ECDC se compone de los Estados miembros de la Unión Europea, a los que se suman Islandia, Liechtenstein y Noruega.
Esta agencia fue creada para luchar contra las enfermedades transmisibles y otras amenazas graves para la salud, especialmente contra enfermedades infecciosas como la gripe, el SARS, la gripe aviar y el VIH/SIDA, y que en 2020 jugó un papel clave en la pandemia de COVID-19 en Europa. Entre sus tareas básicas se incluyen la conformación de redes de laboratorios y la de formar un sistema de alerta y respuesta temprana.

## Historia

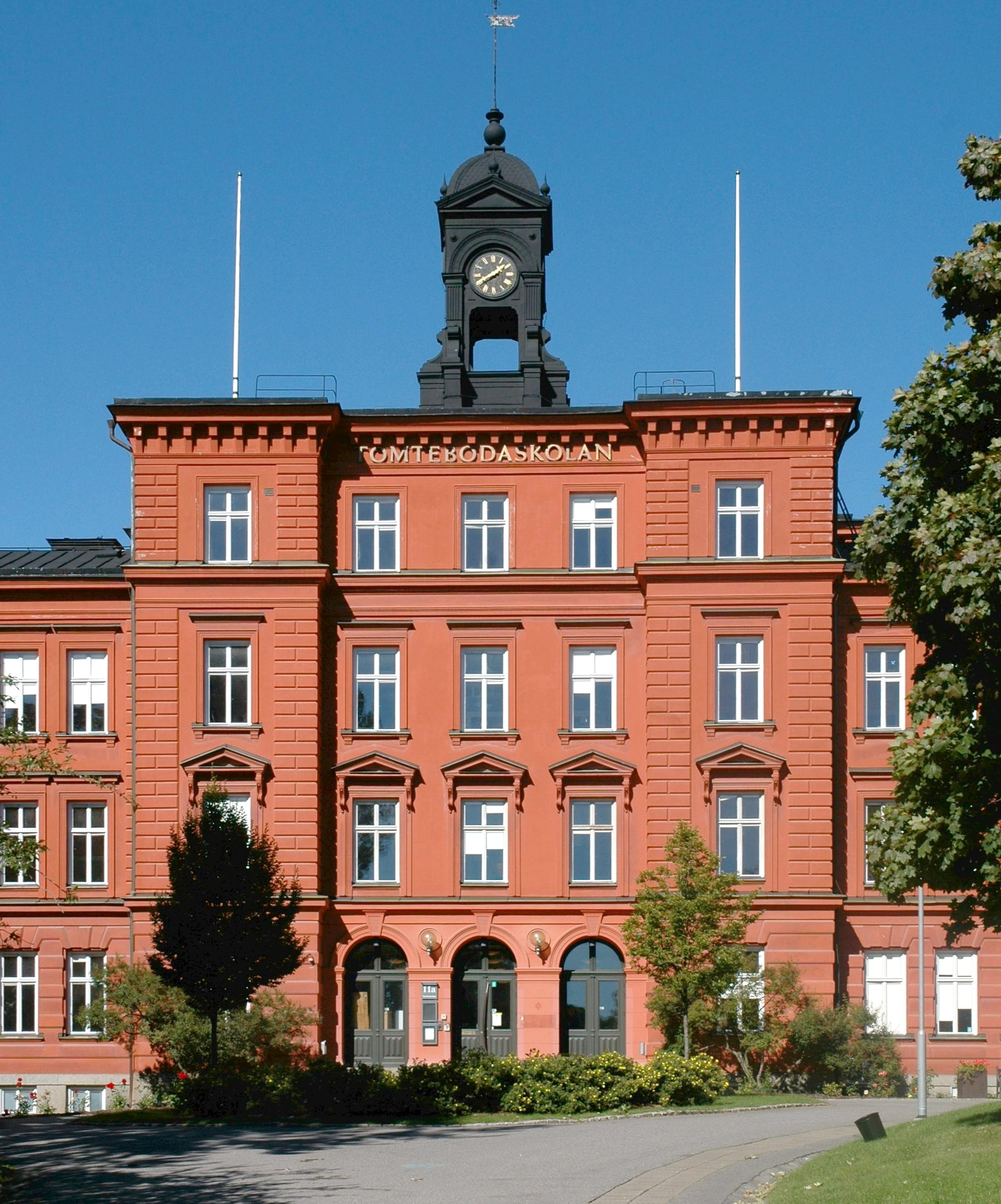
Sede central del ECDC, en Estocolmo.

Con la integración económica y la apertura de fronteras que significó la Unión Europea, la cooperación sobre cuestiones de salud pública se convirtió en un asunto de importancia primaria. Si bien la idea de crear un centro coordinador de respuestas ante enfermedades, tomando como ejemplo al CDC estadounidense, estaba planteada entre los expertos de salud pública, el brote de SARS en 2003 y su rápida propagación entre países confirmó la urgencia de la creación de una institución dedicada a la cooperación a nivel supranacional sobre cuestiones de salud pública.
El ECDC fue creado en un tiempo récord para una agencia de la UE: la Comisión Europea presentó un proyecto de ley en julio de 2003, hacia principios de 2004 se aprobó su fundación y en marzo de 2005 el Centro comenzó a funcionar. Durante el inicio de sus actividades, otro brote infeccioso, el virus H5N1 de gripe aviar, confirmó la relevancia de su misión.

## Estructura
La estructura del Centro se basa en funciones clave, componiéndose de cuatro unidades técnicas (Asesoramiento Científico, Vigilancia, Preparación y Respuesta, y Comunicación), apoyadas por una unidad general de Servicios Administrativos. La responsabilidad sobre la coordinación general y las relaciones externas recae en el director de Gabinete, cargo actualmente ocupado por el doctor Marc Sprenger.
Las tareas se organizan de manera horizontal, involucrando a las cuatro unidades, aunque también se han creado seis programas transversales sobre: Infecciones del Tracto Respiratorio (Influenza - Tuberculosis); ETS, incluyendo el VIH; Enfermedades prevenibles por vacunación; sobre Infecciones resistentes a los antimicrobianos; sobre Infecciones transmitidas por alimentos y agua; y Zoonosis y enfermedades emergentes transmitidas por vectores.
El Centro colabora estrechamente con otras agencias de la UE y con organizaciones no pertenecientes a la UE:
- la Agencia Europea de Medicamentos
- la Autoridad Europea de Seguridad Alimentaria
- la oficina europea de la Organización Mundial de la Salud
- otros socios internacionales.